# 빌류친스크
빌류친스크(러시아어: Вилючинск)는 러시아 캄차카 지방 남부에 위치한 폐쇄 도시로, 인구는 21,834명(2023년 기준)이다. 페트로파블롭스크캄차츠키(캄차카 지방의 행정 중심지)에서 남서쪽으로 20km 정도 떨어진 곳에 위치한다.

## 역사
1968년 10월 16일 소비에트 연방 해군의 잠수함 기지와 제조 시설이 있던 세 마을이 합병되면서 소베츠키(Советский)라고 하는 마을이 들어섰다. 1970년 소비에트 연방의 다른 폐쇄된 도시와 마찬가지로 인근에 있는 주요 도시 이름을 딴 암호명으로 명명되었고 페트로파블롭스크캄차츠키-50(Петропавловск-Камчатский-50)이라는 공식적인 명칭으로 부르게 된다. 1994년 지금과 같은 이름으로 변경되었다. 소비에트 연방 남자를 소베츠키, 여자를 소베츠카야라고 부른다.

## 잠수함 기지

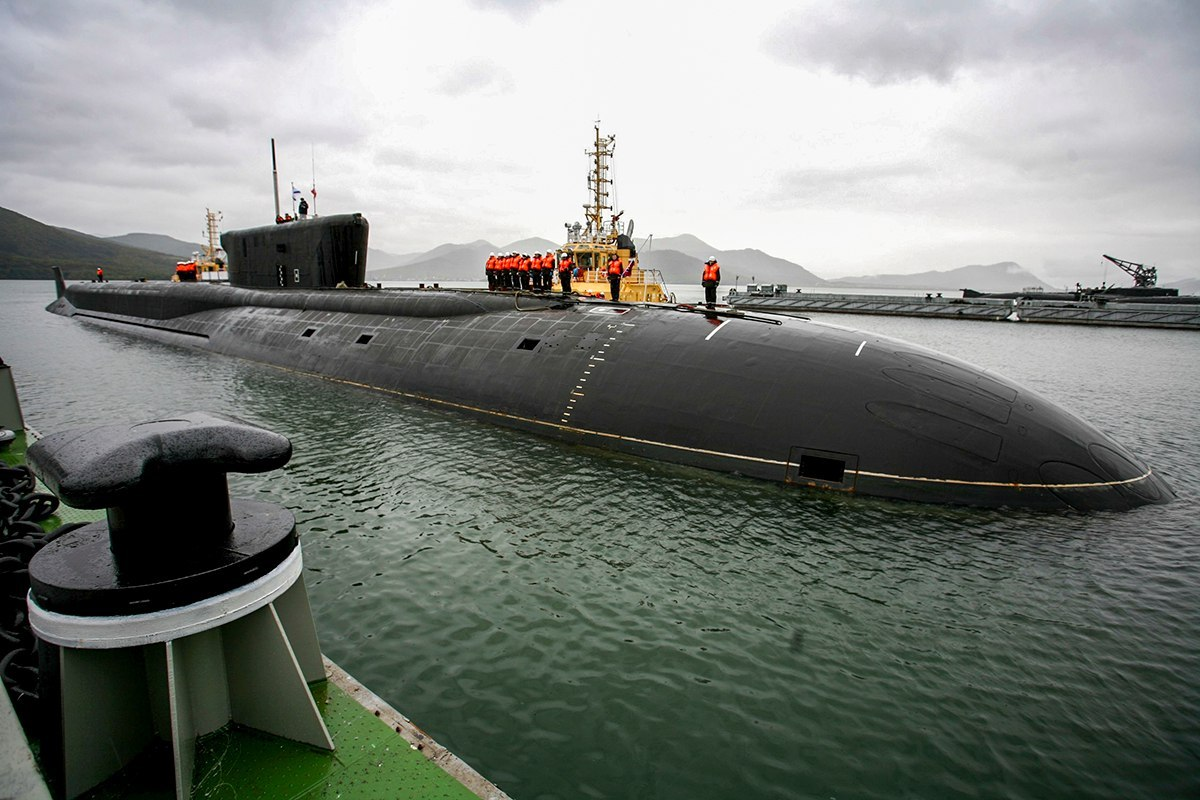
빌류친스크에 정박한 K-550 알렉산드르 넵스키

2019년 9월 5일, 푸틴 대통령은 블라디보스토크의 수상함 기지와 캄차카반도 빌류친스크의 전략핵잠수함 기지를 한국과 일본 등에 배치될 수 있는 미국의 중거리 미사일들이 이 기지들을 겨냥하는 것은 "심각한 일"이라고 말했다. 러시아 태평양 함대의 잠수함 기지가 빌류친스크에 있다.
서울에서 빌류친스크 까지는 2960 km 떨어져 있다. 미국이 배치하려는 토마호크 미사일의 사거리는 2500 km이다. 일본에서는 2500 km 사거리 안에 빌류친스크가 들어온다.
핵전쟁은 물론 미국의 히로시마 나가사키 공격처럼 도시의 민간인에게 핵공격을 하는 경우도 있지만, 보통의 핵전쟁 교리는 아군의 핵기지를 조준하는 적군의 제1격에 대비해, 적군의 핵기지를 맞조준 하여 제2격을 대기시키는 방식이다. 즉, 한국과 일본의 핵미사일 기지는 빌류친스크와 상호 맞조준을 한 상태를 유지하게 될 것이다.
러시아 태평양 함대는 17척의 전략원잠, 8척의 공격원잠이 배치되어 있다.
전략원잠 17척
- K-550 알렉산드르 넵스키, 보레이급 잠수함 2번함
- K-551 블라디미르 모노마흐, 보레이급 잠수함 3번함

공격원잠 8척